# 幸奈ふな
幸奈 ふな（ゆきな ふな、10月22日 - ）は、日本の漫画家、イラストレーター、バーチャルYouTuber。千葉県出身。宝塚大学東京メディア芸術学部マンガ領域卒業。本稿では、YouTubeで使用する名義の狐島 フナ（こじま ふな）に関しても述べる。

## 略歴
2014年、『姫女子!』で新エイジコミック大賞に準入選し月刊ドラゴンエイジの連載作品『魔法使い候補生と魔王さま』で商業デビュー。2017年11月27日には『月刊コミックアライブ』に『黒と黒と白のプリュネル』を連載開始した。

## 人物
男性向け、萌え系のイラストや漫画が得意分野という。
個人サークル『ふなたいむ』を運営している。

## 作品リスト

### 連載
- 魔法使い候補生と魔王さま（『月刊ドラゴンエイジ』2014年12月号[6] - 2015年5月号） - デビュー作。
- 新神さまの異能世界（『月刊コミックアライブ』2016年1月号[7] - 11月号）
- sin 七つの大罪 日常黙示録（原作：ホビージャパン、『月刊コミックアライブ』2017年2月号[8] - 8月号）
- 黒と黒と白のプリュネル（原作：にゃるら、『月刊コミックアライブ』2018年1月号[9] - 2019年1月号）
- ライアー・ライアー（原作：久追遥希、『月刊コミックアライブ』2019年10月号 - 連載中）

### 読み切り
- ワールド・スイッチ（『月刊ドラゴンエイジ』2014年7月号）
- 姫女子！（『エイジプレミアム』2014年7月号） - 新エイジコミック大賞 準入選。

### 書籍
- 『魔法使い候補生と魔王さま』KADOKAWA〈ドラゴンコミックスエイジ〉、2015年5月発行[10]、ISBN 978-4-04-070595-8
- 『新神さまの異能世界』、KADOKAWA〈MFコミックス アライブシリーズ〉2016年、全2巻
  1. 2016年4月発行[11]、ISBN 978-4-04-068241-9。
  2. 2016年11月発行[12]、ISBN 978-4-04-068575-5。
- 『sin 七つの大罪 日常黙示録』、原作：ホビージャパン、KADOKAWA〈MFコミックス アライブシリーズ〉2017年、全1巻
- 『黒と黒と白のプリュネル』、原作：にゃるら、KADOKAWA〈MFコミックス アライブシリーズ〉2018年 - 2019年、全2巻
  1. 2018年6月発行[13]、ISBN 978-4-04-069901-1。
  2. 2019年1月発行[14]、ISBN 978-4-04-065408-9。
- 『ライアー・ライアー』、原作：久追遥希、KADOKAWA〈MFコミックス アライブシリーズ〉2020年 - 、既刊4巻（2023年8月22日現在）

## 狐島フナ
2019年に活動を開始したバーチャルYouTuber。無人島に引きこもる狐狼という設定。キャラクターデザインは幸奈自身が手掛けた。オリジナルの楽曲や、ゲーム実況などを配信している。